# Estherville (Iowa)
Estherville – miasto w Stanach Zjednoczonych, w stanie Iowa, siedziba hrabstwie Emmet, nad rzeką Des Moines. W 2000 liczyło 6 656 mieszkańców.